# Ond bråd död i Venedig
Ond bråd död i Venedig (originaltitel Death at La Fenice) är en roman av Donna Leon från 1992 och den första boken om kommissarie Guido Brunetti.

## Handling
Den internationellt framgångsrika dirigenten Helmut Wellauer hittas död i sin loge under en operapremiär...
Berättelsen leder in i Operans värld där den kände och internationellt uppskattade dirigenten visar sig ha andra och mindre smickrande sidor.
Ond bråd död i Venedig har belönats med The Suntory Prize för bästa spänningsroman 1991.